# 施滉

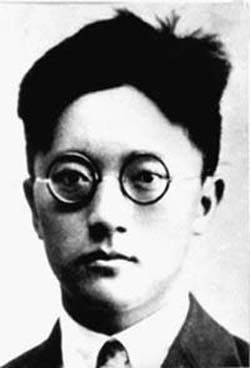

施滉（1900年—1934年），字动生，男，白族，云南洱源人，中国政治人物，美国共产党及中国共产党官员。

## 生平

### 早年生涯
施滉的父亲原来姓赵，后因贫困入赘施家。所以，施滉日后为革命工作时曾经化名“赵大”。施滉幼时，施滉的父亲任小学教师，维持全家生活，故家境十分清苦。
1916年，施滉考入北京清华学校，边学习边打工，曾在清华学校图书馆任职。入学后第二年，俄国爆发十月革命。1919年五四运动爆发，施滉等清华学生参加运动，施滉于6月3日参加游行时被捕。五四运动后，清华学校内爱国与民主思想高涨，施滉、冀朝鼎、徐永煐等组织“唯真学会”，以“本互助和奋斗的精神，研究学术，改良社会，以求人类底真幸福”为学会的宗旨。他们还接受了“劳工神圣”的思想，实行“工学”，以亲自参加体力劳动。1920年五一劳动节前夕，他们编印刊物《劳动声》，散发给清华学校附近的工农群众。施滉还曾主编《清华周刊》的《国情报告》专栏。1923年，施滉、冀朝鼎、徐永煐、胡敦源、章友江、罗宗震、梅汝璈和北京女子师范大学附属中学学生罗静宜八人，在唯真学会内设立了名为“超桃”的秘密组织“超桃”。他们重视集体主义精神，并提出“政治救国”的主张。
1924年1月，施滉、徐永煐、何永吉三人代表唯真学会赴广州会见孙中山。孙中山对他们讲： “就政治上说，我们应当为多数人谋幸福，为真正没有幸福的人谋幸福，简单说来，就是替最下级的人民谋幸福。这层，只有现在的俄国在做，我们所最应当取法的。”他们还在广州会见了李大钊。同年，他们在出国留学前夕，还曾会见李大钊。

### 在美国

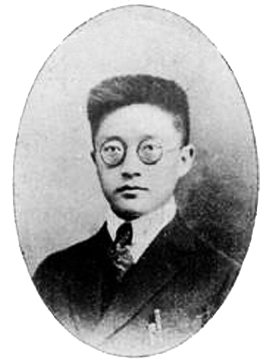

1924年秋，施滉入美国斯坦福大学学习东方史。1925年，上海五卅惨案发生，施滉联络在美国的唯真学会成员向美国华侨及美国民众宣传反帝，并在活动中同美国共产党接近，参加了美国共产党领导的“反帝大同盟”。1925年秋，“超桃”全体成员都来到了美国。同年冬，中国留美学生在芝加哥召开大会。会后，“超桃”的成员们讨论“是国民党好，还是共产党好？”最后他们认为，“还是共产党好！”“只有社会主义才能救中国！”
1927年3月，正值中国北伐战争期间，施滉加入美国共产党，任美国共产党中国局第一任书记。同年4月四一二事件发生后，施滉在美国发表了10篇宣言，声讨蒋介石。为此，他三次遭到蒋介石的南京国民政府的通缉，他在云南的老家也遭到查抄。

### 归国与死亡
1928年，施滉在斯坦福大学获历史学硕士学位。由于力持美国是帝国主义的看法，施滉同其美国导师发生矛盾，导致其硕士论文《孙中山评传》的出版计划遭到取消。
1928年，施滉奉美国共产党的派遣，赴古巴进行建党工作。后来，施滉赴苏联学习。1930年，施滉回到中国，先在中共中央翻译科工作，后奉派赴香港海员工会任职，不久被逮捕。经中共广东省委营救获释后，施滉转赴华北从事工运工作，历任中共河北省委宣传部长、省委书记，同时在河北艺专当教师以作掩护。1933年冬，施滉在河北艺专主持中国共产党的秘密会议时，由于被人举报而遭到逮捕。此后，他先后被关押在北平、南京的监狱中。1934年初，施滉在南京雨花台被处决，享年34岁。